# گوستاوو مندوسا
گوستاوو مندوسا (به پرتغالی: Gustavo Manduca) هافبک اهل برزیل است که در شهر Urussanga و در تاریخ ۸ ژوئن ۱۹۸۰ به دنیا آمده‌است.
گوستاوو مندوسا در تیم‌های فوتبال Grêmio سابقهٔ حضور دارد.